# Галаго Демидова
Галаго Демидова (лат. Galagoides demidoff) — примат семейства галаговых. Назван в честь русского учёного Павла Григорьевича Демидова (1738—1821).
Встречается в Анголе, Бенине, Буркина-Фасо, Бурунди, Камеруне, Центрально-Африканской Республике, Республике Конго, Кот Д'Ивуаре, Экваториальной Гвинее, Габоне, Гане, Гвинее, Либерии, Мали, Нигерии, Руанде, Сьерра-Леоне, Танзании, Того, Уганде, также, возможно, в Кении и Малави. Это самый маленький представитель семейства галаговых. Как и у остальных представителей семейства у него очень большие глаза, что является следствием ночного образа жизни, а также большие уши.